# L'olimpiade (Galuppi)
L'olimpíada (títol original en italià: L'olimpiade) és una òpera en tres actes amb música de Baldassare Galuppi i usant un llibret en italià de Pietro Metastasio escrit dècades abans. Es va estrenar en el Teatro Regio Ducale de Milà el 26 de desembre de 1747.

## Història
L'olimpíada (L'Olimpiade) és el títol d'una òpera seriosa que l'italià Pietro Metastasio (1698 – 1782) va escriure com a poeta oficial de l'Emperador d'Àustria. Les fonts que va utilitzar Metastasio per al llibret van ser: els treballs històrics de Heródoto de Halicarnaso i Pausanias; així com els drames "Gli inganni felici" de Apostolo Zeno, "Aminta" i "Torrismondo" de Torquato Tasso i "Pastor fido" de Battista Guarini. El text va ser encarregat perquè servís de llibret a l'òpera homònima del compositor Antonio Caldara (Venècia, 1670 – Viena, 1736), en aquell temps mestre de capella de la cort imperial de Viena. L'obra, cantada en italià i dividida en tres actes, es va estrenar a Viena amb motiu de l'aniversari de l'emperadriu Isabel Cristina de Brunswick-Wolfenbüttel esposa de l'emperador Carlos VI, el 28 d'agost de 1733.

En 1747, el compositor italià Baldassare Galuppi (Burano, 1706 – Venècia, 1785), va reprendre el llibret de Metastasio per compondre una òpera homònima, en tres actes, va tenir lloc en el Teatro Regio Ducale de Milà, el 26 de desembre.

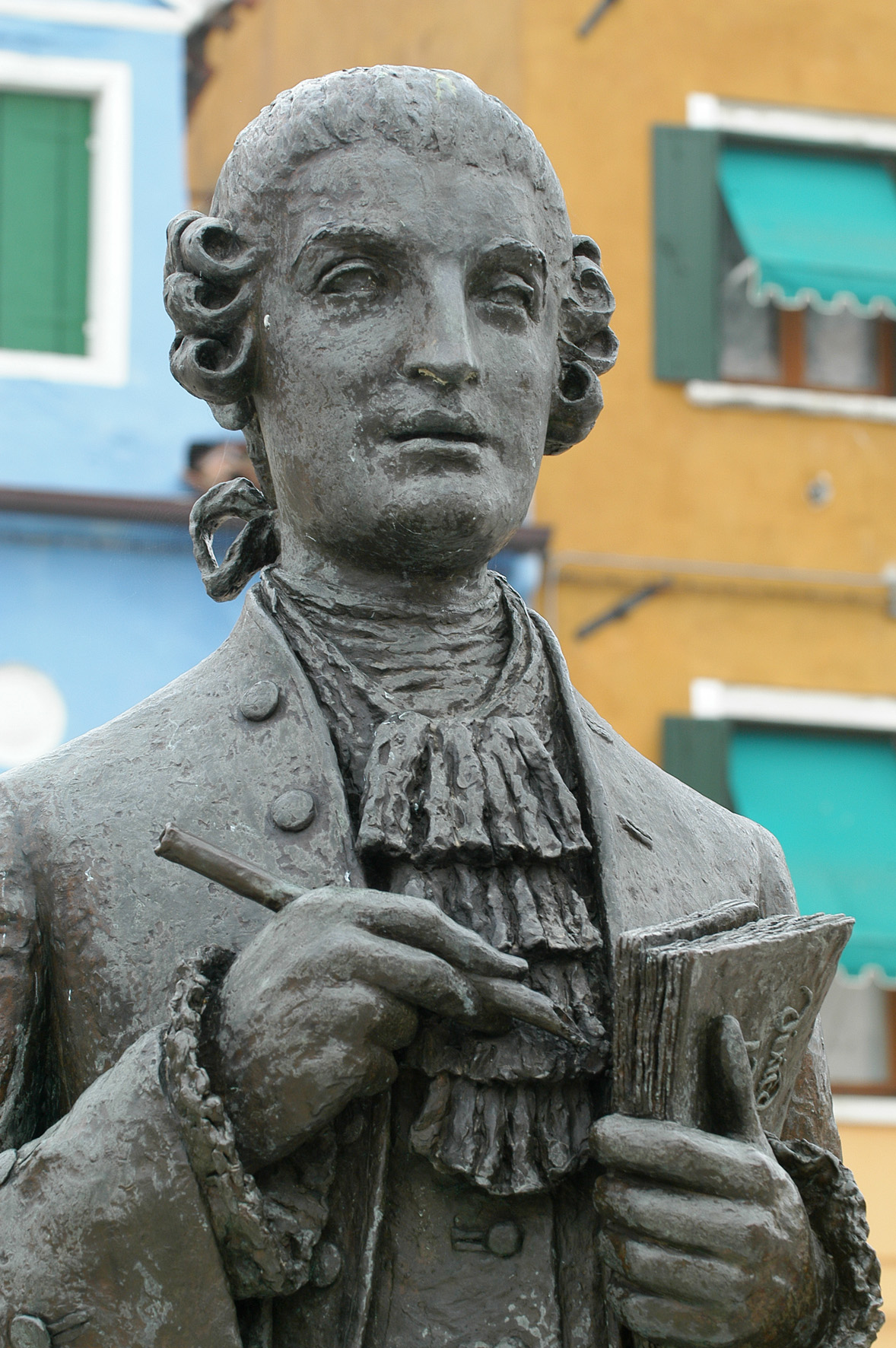
Monument a Baldassare Galuppi en Burano

En les estadístiques de Operabase Arxivat 2017-05-14 a Wayback Machine. apareix amb només una representació en el període 2005-2010.

## Personatges
| Personatge                                   | Tessitura       | Repartiment el 26 de desembre de 1747 Director: Domenico de Matteis |
| -------------------------------------------- | --------------- | ------------------------------------------------------------------- |
| Clistene (rei de Sición)                     | tenor           | Ottavio Albuzio                                                     |
| Aristea (filla de Clistene)                  | soprano         | Barbara Stabili Scarlatti                                           |
| Lycidas (suposat príncep de Creta)           | soprano         | Giovanna Cesati                                                     |
| Megacle (amic de Lycidas i amant de Aristea) | soprano castrat | Angelo Maria Monticelli                                             |
| Argene (dama cretense, enamorada de Lycidas) | soprano         | Angiola Caterina Riboldi                                            |
| Aminta (tutor de Lycidas)                    | tenor           | Francesco Triulzio                                                  |
| Alcandro (secretari de Clistene)             | contralt        | Anna Galeotti                                                       |

## Argument
La trama es desenvolupa en el Sició, (Grècia), en època mítica.

### Acte I
Megacle arriba a Sición just a temps per participar en els Jocs Olímpics sota el nom de Lycidas, un amic al que una vegada li va salvar la vida. Sense que Megacle ho sàpiga, Lycidas està enamorat de Aristea, estant la mà d'aquesta última promesa al guanyador dels jocs pel seu pare, el rei Clistene.
Lycidas, que una vegada va estar promès a la princesa Argene de Creta, no sap que Megacle i Aristea estan enamorats l'u de l'altre, i li explica al seu amic com és el premi dels jocs. Aristea i Megacle s'alegren que si aquest gana podran casar-se, però Megacle se sent pressionat per haver donat la seva paraula que competiria com Lycidas.
Mentrestant, Argene arriba a Olimpia disfressada com una pastora per recuperar a Lycidas.

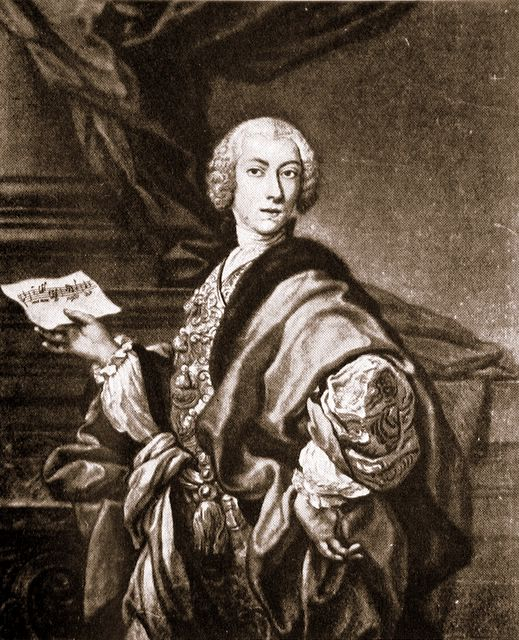
El castrat Angelo Maria Monticelli

### Acte II
Megacle guanya els jocs, confessa la veritat a Aristea i es va amb el cor trencat.
Quan Lycidas s'apropa a reclamar el seu trofeu, Aristea ho rebutja així com ho fa Argene.
Aminta, tutor de Lycidas, diu que Megacle s'ha ofegat i el rei Clistene, acusant Lycidas d'haver abandonat al seu amic, ho expulsa del regne.

### Acte III
Argene evita que la desesperada Aristea se suïcidi, Megacle és rescatat per un pescador i Lycidas planeja l'assassinat del Rei.
Quan el rei Clistene descobreix les maquinacions de Lycidas, Aristea demana pietat per a ell, mentre que Argene s'ofereix per rebre el càstig en el seu lloc. Per convèncer el Rei que ella és una princesa cretense, li mostra a Clistene una cadena que Lycidas li havia regalat. El Rei reconeix la cadena com a pertanyent al seu fill, a qui ell havia abandonat durant la seva infància per prevenir la profecia que deia que el petit mataria al seu pare.
Lycidas és reinserit en la família real, es reconcilia amb Argene i permet que, la seva ara germana, Aristea, s'una a Megacle.

## Influència
Metastasio va tenir gran influència sobre els compositors d'òpera des de principis del segle xviii al començament del segle XIX. Els teatres de més renom van representar en aquest període obres de l'il·lustre italià, i els compositors musicalizaron els llibrets que el públic esperava ansiós. L'olimpíada va ser un dels quals més èxit van obtenir, doncs va ser utilitzat per més de 50 compositors com a llibret per a les seves òperes.